# Archidiocèse de Pointe-Noire
L'archidiocèse de Pointe-Noire est une juridiction de l'Église catholique en République du Congo. Le diocèse de Pointe-Noire, fondé en 1955 est élevé au rang d'archidiocèse métropolitain le 30 mai 2020. Il reçoit comme suffragants les diocèses de Dolisie et de Nkayi. Il porte également le nom de province ecclésiastique du Sud-Ouest (PESO).
Situé au sud-ouest du pays, sur la façade de l’océan Atlantique, le diocèse de Pointe-Noire comme le dit son nom, est situé à Pointe-Noire capitale économique du pays et s’étend sur tout le territoire du département du Kouilou.

## Situation géographique
Le diocèse de Pointe-Noire comprend d’abord la ville de Pointe-Noire, et s’étend sur le département du Kouilou dont le siège est actuellement localisé à Loango (première ville du Congo français 1800-1883), ayant comme districts : Hinda, Madingo-Kayes, M’vouti, Kakamoeka, Nzambi.
En comparaison de la superficie du pays qui est de 342 000 km2, celle du diocèse de Pointe-Noire est de 13 500 km2.
Le diocèse de Pointe-Noire est limité au Nord par la frontière du Gabon, au Sud par la frontière du Cabinda, à l’Est par le département du Niari (Diocèse de Dolisie) et à l’Ouest par l’océan Atlantique. Il se situe à 510 km à l’Ouest de Brazzaville, la capitale politique du pays. Le diocèse de Pointe-Noire est à la fois urbain et rural.

## Situation démographique
La population qui constitue le diocèse de Pointe-Noire est d'environ 1 000 000 d’habitants dont environ 800 000 habitants répartis sur les six arrondissements de la ville de Pointe-Noire et environ 300 000 d'habitants répartis sur les quatre districts du département du Kouilou. Comme on peut le constater, la population est fortement concentrée à Pointe-Noire.
On compte environ :
- 50 % de catholiques,
- 16 % d'adeptes des Églises de réveil
- 12 % de protestants
- 10 % d’athées ou de gnostiques
- 9 % des croyants d'Églises traditionnelles africaines
- 3 % de musulmans

La langue la plus parlée est le kikongo ou kituba, suivie du français, langue officielle du pays. Les deux langues susmentionnées, constituent pour le diocèse, avec le vili des langues liturgiques.

## Brève historique
Le vicariat apostolique du Congo français est créé le 28 mai 1886, par division du diocèse de San Salvador (Mbanza-Kongo) et du vicariat apostolique des ‘‘deux Guinées’’. Divisé, sous le nom de Bas-Congo français, le 14 octobre 1890, il prend le nom de vicariat apostolique de Loango le 22 avril 1907. Le 14 février 1910 ses limites géographiques sont modifiées. Il prend le nom de vicariat apostolique de Pointe-Noire le 20 janvier 1949 et devient diocèse de Pointe-Noire le 14 septembre 1955, dont les limites sont modifiées le 28 novembre 1958.
Le 5 décembre 1983, il est divisé pour former le diocèse de Nkayi.
Le 30 mai 2020, le Pape François, érige la province ecclésiastique de Pointe-Noire en église métropolitaine, avec comme églises suffragantes, les diocèses de Dolisie et de Nkayi. La nouvelle juridiction porte également le nom de Province Ecclésiastique du Sud-Ouest.
Par la même occasion, le pape a nommé Miguel Angel Olaverri Arroniz premier archevêque métropolitain,,.
Le 5 janvier 2024, acceptant la démission de Miguel Angel Olaverri Arroniz pour raison d'âge, le pape François a nommé archevêque métropolitain de Pointe-Noire Abel Liluala, curé de la cathédrale et vicaire judiciaire du diocèse au moment de sa nomination.
Depuis sa création comme vicariat apostolique, voici la liste des différents ordinaires qui ont œuvré dans l’actuel diocèse de Pointe-Noire :

### Vicaires apostoliques
1. Antoine-Marie-Hippolyte Carrie, CSSp. † 1886-1904
2. Jean Louis Joseph Derouet, CSSp. † 1907-1914
3. Léon Girod, CSSp. † 1915-1919
4. Henri Friteau, CSSp. † 1922-1946
5. Jean-Baptiste Fauret, CSSp. † 1947-1955

### Évêques
- Jean-Baptiste Fauret, CSSp. † 1955-1975
- Godefroy Émile Mpwati † 1975-1986 (1er évêque congolais de Pointe-Noire) 
  - Ernest Kombo, SJ. † (Évêque de Nkayi, administrateur apostolique de Pointe-Noire) 1986-1988
- Georges-Firmin Singha † 1988-1994
  - Bernard Nsayi † (Évêque de Nkayi, administrateur apostolique de Pointe-Noire) 1994-1995
- Jean-Claude Makaya Loembe (Evêque de Pointe-Noire) 1995-2011.
  - Miguel Angel Olaverri Arroniz, sdb. (Administrateur apostolique de Pointe-Noire) 2011-2013
- Miguel Angel Olaverri Arroniz[4], sdb. (Évêque de Pointe-Noire) 2013-2020

### Archevêques
- Miguel Angel Olaverri Arroniz, sdb. (Archevêque de Pointe-Noire) 2020-2024
- Abel Liluala[5] (Archevêque de Pointe-Noire) 2024 à ce jour

## Organisation

### Organisation pastorale
Le diocèse, selon le code du droit canonique « est une portion du peuple de Dieu » est constitué de l’ensemble des baptisés de l’Église catholique résidant sur le territoire qu’il recouvre, sans oublier toutefois que « tous les hommes sont appelés à former le nouveau peuple de Dieu ». Le diocèse de Pointe-Noire compte en son sein 35 paroisses.
Comme tous diocèses, les paroisses du diocèse de Pointe-Noire sont confiées aux prêtres délégués par l’évêque (Curé Cf. Conon 515). Le diocèse est entièrement couvert par le réseau paroissial. À l’intérieur du diocèse, ce réseau paroissial est progressivement structuré en secteurs, de plus ou moins grande étendue.
Aujourd’hui, le diocèse est subdivisé en grandes zones appelées ‘‘secteurs’’ ; chacune de ces zones est généralement confiée à un des collaborateurs de l’évêque qui portent le titre de Vicaire épiscopal.
Dans chaque zone, les paroisses sont groupées en sous-ensembles portant ordinairement le nom de ‘‘doyennés’’. Leur responsable (le code de droit canonique donne le nom général de Vicaire forain au prêtre désigné par l’évêque pour exercer ce type de mission) est nommé par l’évêque après consultation du clergé qui y exerce un ministère ; sa fonction, limitée dans le temps, n’est pas liée à la charge d’une paroisse déterminée ; elle n’interrompt pas le ministère exercé par le doyen avant sa désignation.
L’organisation en doyennés permet une concertation et une entraide pastorales entre les paroisses.
Il existe aussi un système de jumelage des paroisses dans le diocèse ; c’est-à-dire : les paroisses de la ville qui ont une situation financière meilleure peuvent aider les paroisses de la zone rurale en difficulté.

### Organisation administrative
Pour l’aider à accomplir sa mission, l’Évêque de Pointe-Noire dispose de collaborateurs et d’organes constitutifs. Dans le diocèse de Pointe-Noire, les collaborateurs permanents de l’Évêque sont, en tout premier lieu, les prêtres diocésains ; ils forment avec lui le presbyterium, c’est-à-dire le collège des prêtres, sur lequel il s’appuie et auprès duquel il doit chercher conseil. Parmi ces prêtres, certains exercent plus immédiatement à ses côtés des fonctions contribuant au gouvernement du diocèse, ils forment ce que le droit canonique appelle la curie diocésaine.

### Conseils diocésains
Conseil des consulteurs, Conseil pour les affaires économiques, Conseil pour l’apostolat des laïcs.

### Commissions
Catéchèse, Liturgie, Doctrine et discipline, Caritas, Écoles catholiques, Justice et paix.

### Les paroisses reparties en doyennés
1. Doyenné A. Monseigneur Antoine Marie Hippolyte Carri 
  1. Cathédrale Saint Pierre Apôtre
  2. Paroisse Notre Dame de l'Assomption,
  3. Paroisse saint Jean-Marie Vianney de Mpita
  4. Paroisse Sainte Thérèse de l'Enfant Jésus de Tchimbamba
  5. Paroisse saint Dominique de Cote mateve
  6. Paroisse Sainte Cathérine de Sienne de Cote mateve
  7. Paroisse Saint Jean Baptiste de Tiamba Nzassi
  8. Centre Saint Charles Lwanga du grand marché
2. Doyenné B. Monseigneur Jean Louis Joseph Deroe 
  1. Paroisse Saint Christophe de Sympathique
  2. Paroisse Sainte Face de Jésus de Faubourg
  3. Paroisse Christ Roi de l'Univers de Loandjili
  4. Paroisse Sainte Joséphine BAKITHA de Koufoli
  5. Paroisse Sainte Rita de Tchiloulou
  6. Nouvelle annexe de Tchibala
3. Doyenné C. Monseigneur Léon Girot
  1. Paroisse Saint Kisito de Nkouikou
  2. Paroisse Saint Michel de Mont kamba
  3. Paroisse Sainte Bernadette de matende
  4. Paroisse Jésus Bon Pasteur de Vindoulou
  5. Paroisse Saint Augustin de Mbota carlos
  6. Paroisse Saint André Kagwa de Mbota
  7. Annexe Saint Raphaël Archange de Fouty soungou
4. Doyenné D. Monseigneur Henri Frito
  1. Paroisse Saint Jean Bosco de fond de tié-tié
  2. Paroisse Saint François d'Assise de tié-tié
  3. Paroisse Saint Joseph de loussala
  4. Paroisse Saint Jean Apôtre de Ngoyo
  5. Paroisse Saint Esprit de mpaka
  6. Paroisse Sainte Trinité de Tchimagni
5. Doyenné E. Monseigneur Jean Baptiste Fauret 
  1. Séminaire Notre Dame de Loango
  2. Paroisse Sacré-Cœur de Jésus de Loango
  3. Paroisse Sainte Thérèse d'Avila (Diosso)
  4. Paroisse Sainte Marie de Madingo Kaye
  5. Paroisse Saint Pierre de Nzambi
  6. Paroisse Saint Paul de Hinda
  7. Foyer de charité de Liambou
  8. Annexe Saint Jean Paul II de Loubou
6. Doyenné F. Monseigneur Godefroy Emile Mpwati
  1. Paroisse Notre-Dame des victoires Mpunga
  2. Paroisse Saint Paul de Bilala
  3. Paroisse Saint Joseph de Bilinga
  4. Paroisse Notre-Dame Auxiliatrice de Les saras
  5. Paroisse Notre-Dame de Fatima de Louvoulou
  6. Paroisse Notre-Dame de la Rédemption de Nsessi
  7. Paroisse Saint Antoine de Padoue de Mboukou
  8. Paroisse Saint Joseph de Loaka
  9. Annexe de Kakamoéka